# Jean Faramond
Jean Antoine Marie Faramond (Saint-Victor-et-Melvieu (Aveyron), 18 septembre 1796- ?) est un administrateur colonial français, premier français consul de France en Australie.

## Biographie
Élève vice-consul (1830), il occupe les postes de Milan (1831), Savannah (1835) et Campêche (1838) avant d'être nommé consul de première classe à Sydney (8 août 1839) où il arrive début 1842. 
Faramond est rapidement confronté à de nombreux soucis liés à l'affluence d'émigrés dans la misère. Il apporte aussi son soutien aux missionnaires maristes et, à la demande de Jean-Baptiste Pompallier propose la fondation d'une agence consulaire à Hobart en Tasmanie, fondation qui deviendra effective en 1854. 
Actif dans la rapatriement des marins naufragés français du Pacifique, Faramond est régulièrement cité de manière très favorable par les voyageurs qui l'ont rencontré, tel Eugène Delessert, pour sa bienveillance et sa gestion des intérêts français en Australie. 
Mis en disponibilité en 1851, il continue à vivre en Australie.

## Récompense
- Chevalier de la Légion d'honneur, 1er mai 1839[2].